# 게바라이치역
게바라이치역(일본어: 花原市駅)은 일본 이와테현 미야코시에 위치한 동일본 여객철도 야마다 선의 철도역이다. 단선 승강장 1면 1선의 구조를 갖춘 지상역이다.

## 역 주변
- 국도 제106호선
- 헤이 강

## 역사
- 1961년 12월 20일 : 개업.
- 1987년 4월 1일 : 일본국유철도 분할 민영화에 의해, 동일본 여객철도가 승계.

## 인접 역
| 동일본 여객철도 야마다 선 | 동일본 여객철도 야마다 선 | 동일본 여객철도 야마다 선 |
| ------------------------- | ------------------------- | ------------------------- |
| 히키메 모리오카 방면      | ■ 야마다 선               | 센토쿠 가마이시 방면      |